# Annakapelle (Lützenkirchen)
Die Annakapelle ist ein katholisches Gotteshaus im Leverkusener Stadtteil Lützenkirchen. Sie gehört zur Pfarrgemeinde St. Maurinus und Marien.

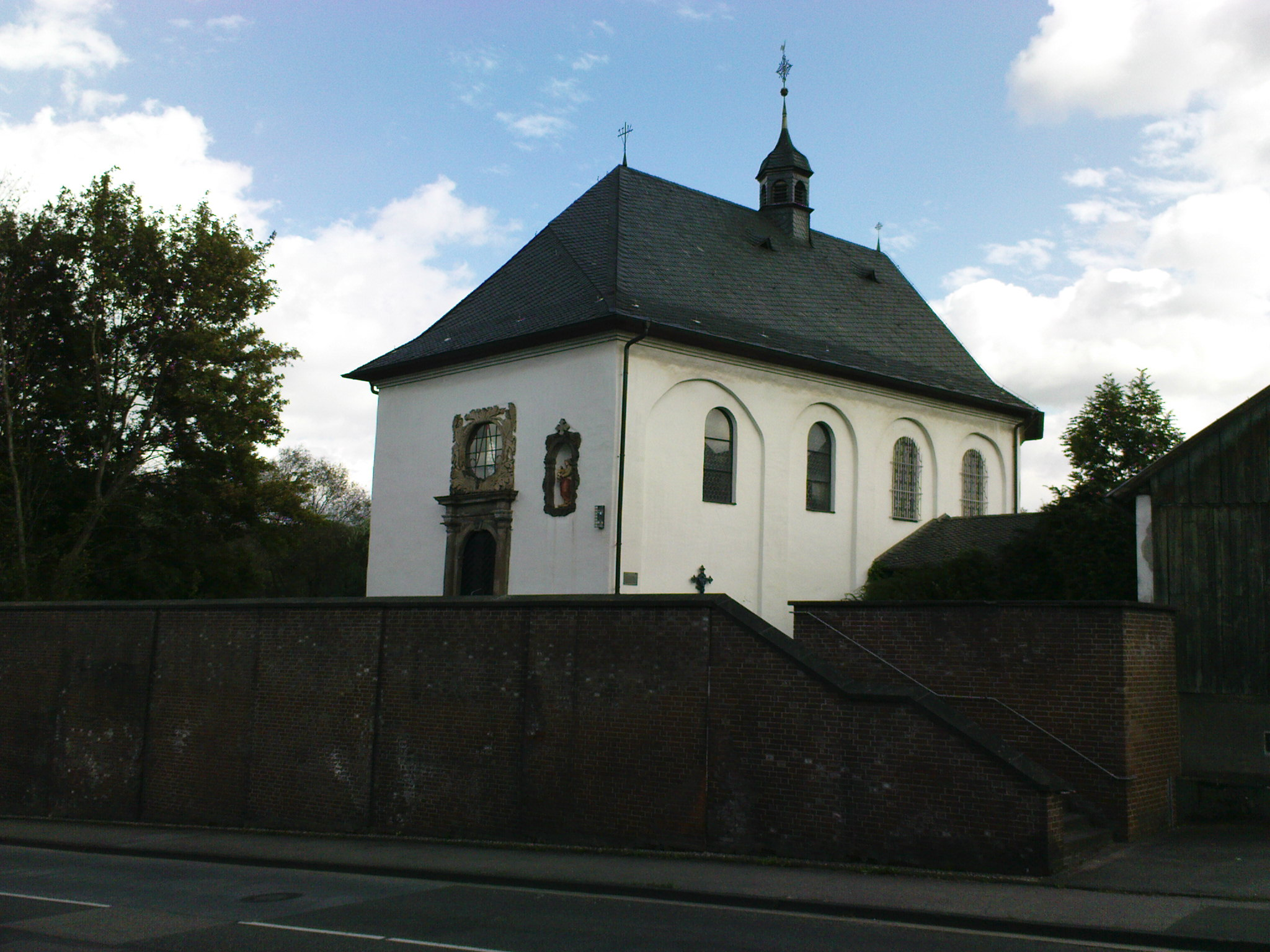
Annakapelle in Lützenkirchen (2011)

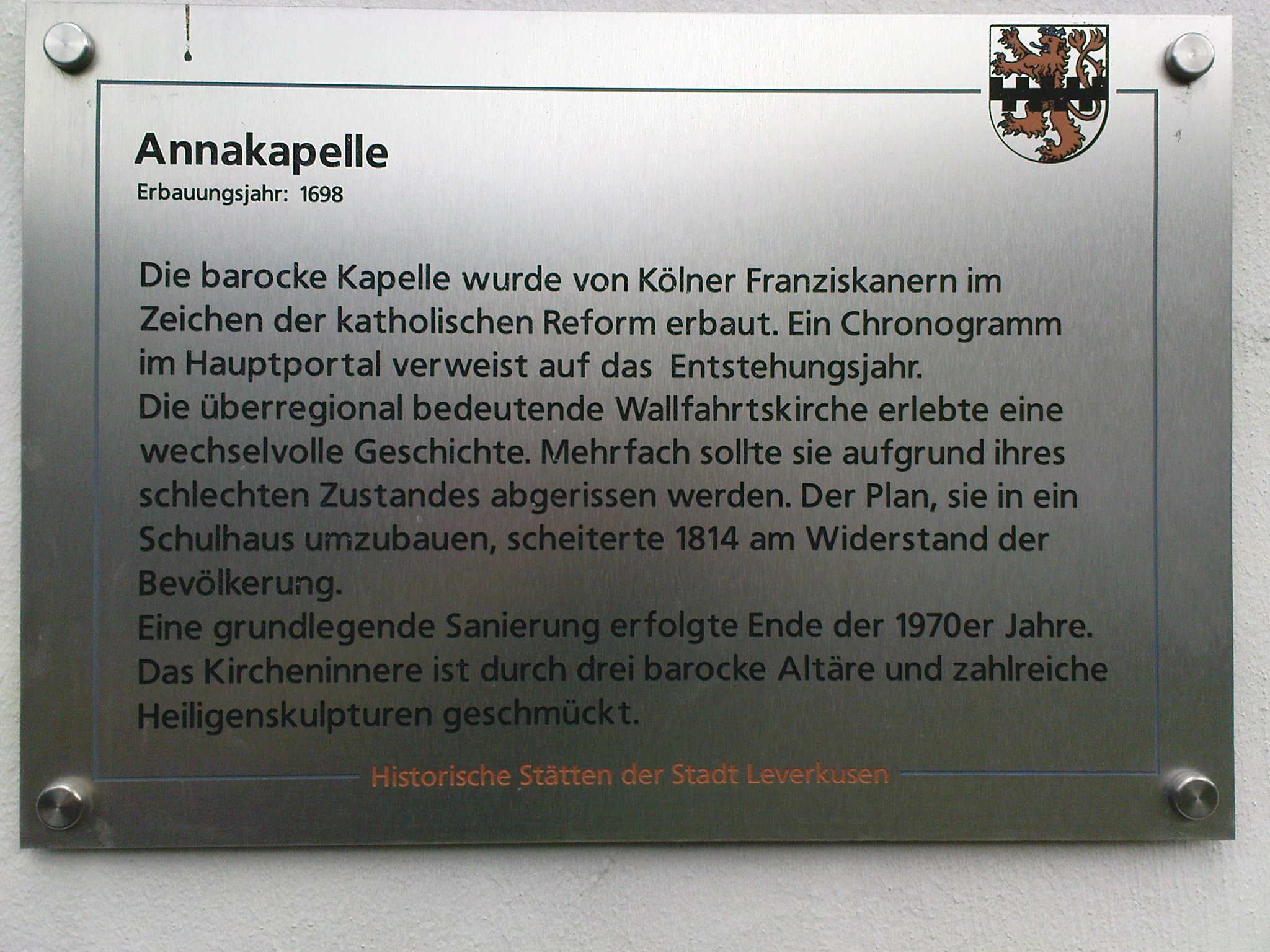
Tafel an der Kapelle

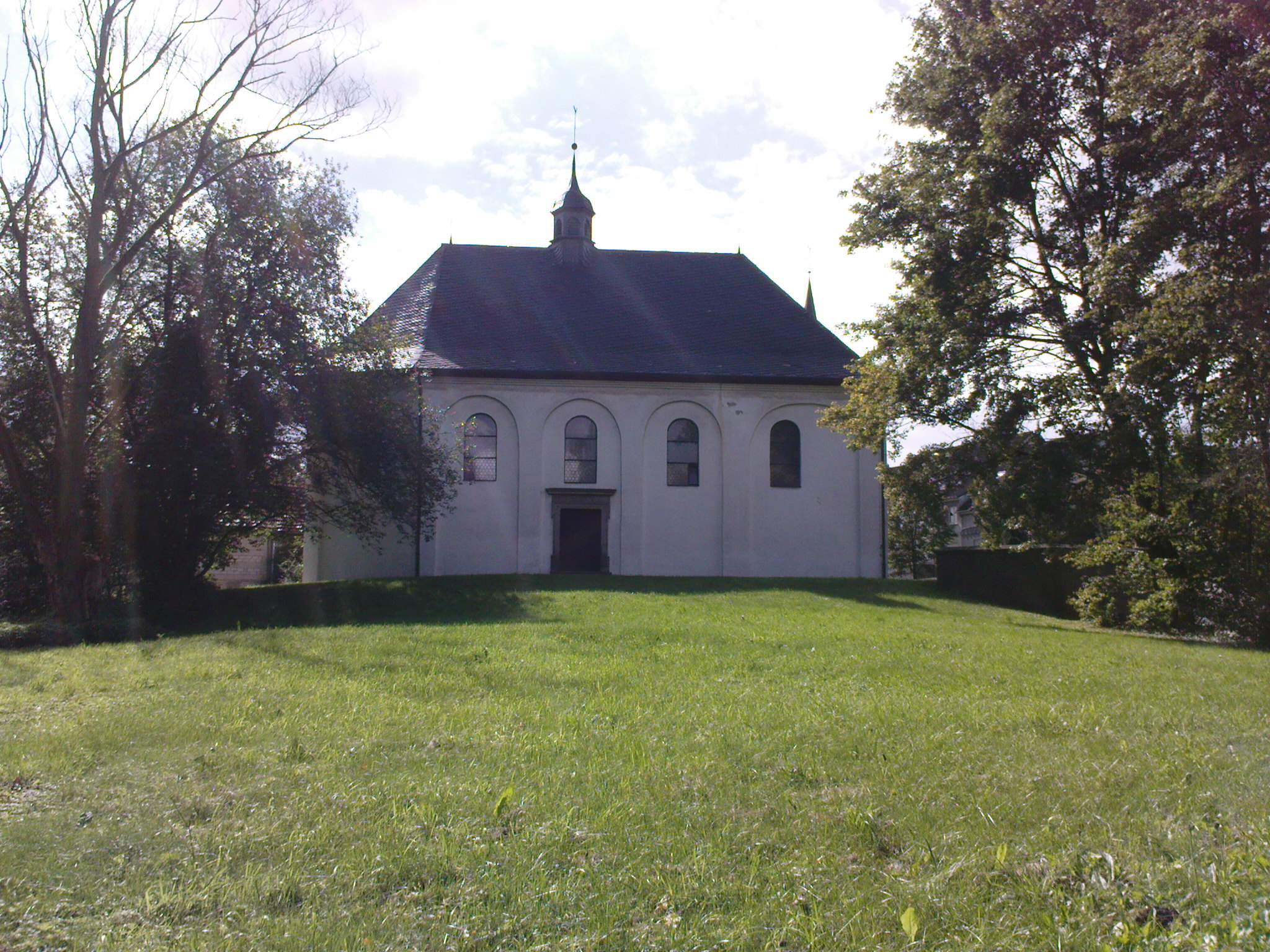
Seitenansicht

## Geschichte
Die der heiligen Anna geweihte Kapelle wurde 1698 von Franziskanern der Kölnischen Franziskanerprovinz (Colonia) unter Mithilfe der Lützenkirchener Bevölkerung erbaut. Sie liegt auf dem „Annaberg“ oberhalb des Wiembachs, neben der damaligen, 1683–1686 gründlich umgebauten St. Maurinus-Pfarrkirche.
Seit etwa 1695 hatten die Franziskaner in  der Pfarrseelsorge in Lützenkirchen ausgeholfen, weil die Pfarrstelle nicht besetzt war. Sie bewohnten zunächst eine Mietwohnung, bauten die Kapelle und gründeten 1705 eine klösterliche Niederlassung. Der 1699 in sein Amt eingeführte Pfarrer Coenen veranlasste jedoch, dass die Franziskaner bereits etwa 1715 gegen den Willen der Bevölkerung Lützenkirchen wieder verließen. Die Sorge für die Annakapelle übernahm dann die Pfarrgemeinde. Die Kapelle war in den folgenden Jahrhunderten zeitweise ein beliebtes Wallfahrtsziel in der jährlichen „Annaoktav“ um das Fest der Kirchenpatronin Anna am 26. Juli. Das Franziskanerkloster diente von 1728 bis 1818 als Schulhaus und enthielt Wohnungen für Küster und Vikar.
Ab etwa 1810 bestand der Plan, die Annakapelle zum Schulhaus umzubauen. Er wurde betrieben von Jakob Salentin von Zuccalmaglio, dem damaligen Bürgermeister des Amtes Miselohe, stieß jedoch auf scharfen Widerstand der Einwohner. Diese gingen mit Sensen, Beilen und Mistgabeln bewaffnet und mit dem Ruf „Wir lassen unser Leben für die Heilige Anna“ gegen die Bauarbeiten vor – von den Zeitungen als „Bauernaufstand in Lützenkirchen“ beschrieben. Nach gerichtlichen Untersuchungen wurde die Kapelle 1814 in ihren bisherigen Zustand zurückversetzt und dient weiterhin als Gotteshaus. 1932 erfuhr sie eine Renovierung durch Mitglieder der Lützenkirchener Kolpingsfamilie.